# Zarinsky (huyện)
Huyện Zarinsky (tiếng Nga: ? райо́н) là một huyện hành chính tự quản (raion), của Vùng Altai, Nga. Huyện có diện tích 5205 km², dân số thời điểm ngày 1 tháng 1 năm 2000 là 20900 người. Trung tâm của huyện đóng ở Zarinsk.